# Brama (romanzo)
Brama (titolo originale Viskleken) è un romanzo giallo dello scrittore svedese Arne Dahl (pseudonimo di Jan Lennart Arnald) pubblicato in Svezia nel 2011.
È il primo libro della serie "Op-Cop", in cui ritroviamo il poliziotto Paul Hjelm, già protagonista della precedente serie del "Gruppo A".
La prima edizione del romanzo è stata pubblicata nell'anno 2014 da Marsilio.

## Trama
Durante il G20 di Londra un uomo dai tratti asiatici viene investito da un'auto del corteo mentre cerca di raggiungere un poliziotto dell'Europol per passargli delle informazioni.
Prima di morire l'uomo riesce a sussurrare alcune parole, purtroppo incomprensibili, all'orecchio dell'ispettore Arto Söderstedt. Alcuni giorni dopo, sempre a Londra, viene ritrovato in un parco il cadavere di una donna, anche lei aveva un messaggio da recapitare all'Op-Cop, l'unità segreta dell'Europol. Inizia così la prima indagine di questo nuovo gruppo, alla ricerca di un collegamento tra le due vittime.

## Edizioni
- Arne Dahl, Brama, traduzione di Carmen Giorgetti Cima, Marsilio, 2014. ISBN 978-88-317-1736-6.